# Корабли управления и поддержки типа «Абсалон»
Фрегат типа «Абсалон» — серия из двух многофункциональных кораблей ВМС Дании. Построены в 2004 году на верфи Оденсе (Odense Staalskibsværft).

## История
После окончания холодной войны изменился характер боевых действий на море. Стали преобладать боевые действия низкой интенсивности, включая миротворческие и гуманитарные операции. Для этого потребовались более многофункциональные и гибкие корабли. Уменьшение ассигнований на строительство флотов потребовало поиска новых неординарных концепций.
В 1985—1996 годах в Дании были построены 14 кораблей проекта «Стандарт Флекс 300» (патрульные катера типа «Флювефискен»). Концептуальной особенностью этих кораблей было размещение вооружения и оборудования в стандартных заменяемых модулях, смена которых позволяет быстро изменять назначение корабля. В настоящее время они используются как ракетные корветы, патрульные корабли и тральщики.
К 2000 году перед ВМС Дании встала необходимость замены устаревших типов кораблей: минных заградителей типа «Фальстер», корветов типа «Нильс Юэль» и ракетных катеров типа «Виллемоэс». В соответствии с уже опробованной концепцией «гибкого корабля» был предложен проект «Fleksibelt Stotteskib» (гибкий корабль поддержки, FS) водоизмещением около 5000 т, способного служить в качестве:
- корабля управления;
- транспорта снабжения;
- госпитального судна;
- десантного корабля;
- транспорта для перевозки войск или эвакуации гражданского населения;
- противолодочного корабля.

На замену трём старым типам кораблей (всего 17 единиц) было предложено построить 6 новых корабля двух типов: 2 гибких корабля поддержки и 4 патрульных фрегата («Patruljeskibe», PS).
Проектирование началось в 2000 году, а в начале 2001 года Командование материального обеспечения ВМС Дании объявило конкурс на строительство двух кораблей. В конкурсе участвовали три верфи — «Данияярд» из Ольбёрга, «Орсков» из Фредериксхавна и «Оденсе» из Линдё (член консорциума «Маерск»). «Оденсе» выиграло конкурс, и 16 октября 2001 г. получила контракт на 110 млн долларов.
30 апреля 2003 года начался раскрой стальных листов, 28 ноября 2003 года головной корабль был заложен и 25 февраля 2004 года спущен на воду. Назван в честь епископа Абсалона, одного из первых проповедников христианства в Дании. 19 октября 2004 года он вошёл в состав ВМС Дании. К этому времени, однако, единственным установленным на нём оружием была 127-мм пушка. В 2005 году корабль был вооружён ракетами «Гарпун» и ESSM, однако вместо зенитных автоматов «Миллениум» в качестве полумеры были установлены два ЗРК самообороны «Стингер». 10 января 2005 года «Абсалон» был объявлен боеготовым и вошел в состав 3-й эскадры ВМС Дании, однако в полном объёме вооружение на нём было установлено только в 2007 году.
Второй корабль спущен на воду 21 июня 2004 года. Он получил название «Эсберн Снаре» в честь другого датского проповедника христианства, сподвижника Абсалона.
В октябре 2020 года Королевский военно-морской флот Дании решил изменить класс своих двух кораблей управления и поддержки типа "Абсалон" на класс фрегаты. Соответствующая церемония прошла на военно-морской базе во Фредериксхавне. Корабли сохранили свои наименования "Абсалон" и "Эсберн Снар", но сменили бортовые номера с L16 и L17 на, соответственно, F341 и F342.

## Конструкция

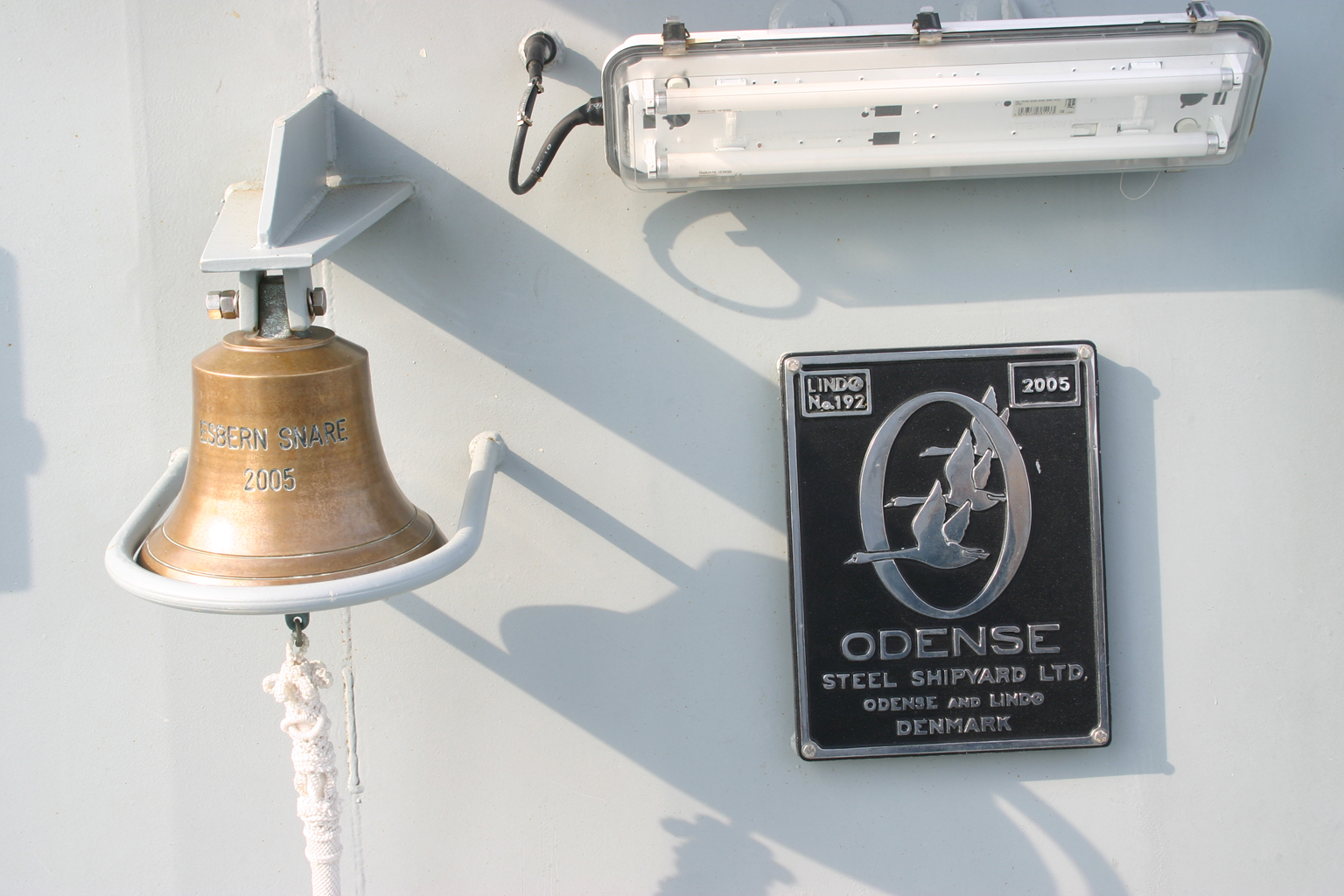
Колокол и закладная доска на «Эсберн Снаре» (L17)

Корабль представляет собой сочетание боевого корабля, десантного транспорта, корабля управления и обеспечения.
Корпус собран из 11 крупных секций, изготовленных в крытых цехах. При конструировании применялись элементы технологии «стелс» — гладкие наклонные поверхности бортов и мачт, полностью закрытая палуба, высокий фальшборт в средней части корабля, закрывающий с двух сторон оружейную палубу. Люки в борту для передачи грузов на ходу, спасательного устройства, трапа, порт торпедного аппарата и люк для катера снабжены герметичными крышками. Приняты также меры для снижения заметности корабля в видимом, инфракрасном и звуковом диапазонах.
Корпус разделён на 16 водонепроницаемых отсеков и имеет две герметичных переборки. Средства борьбы для живучесть включают двойное резервирование, зоны автоматического контроля неисправностей, детекторы неисправностей и дымовые зоны. Бортовая система контроля за боевыми повреждениями постоянно мониторирует состояние корабля и включает систему обзора с более чем 50 камерами, автоматическое пожаротушение, датчики и сигналы оповещения, компьютер для контроля загрузки и остойчивости. Некоторые элементы корпуса бронированы. Предусмотрена защита от химического и бактериологического оружия.
Надстройка состоит из двух частей — носовой и кормовой. Между ними расположена оружейная палуба с пятью слотами (гнёздами) для установки стандартных модулей StanFlex. В носовой надстройке находятся часть жилых помещений экипажа, а в верхней её части — ходовой мостик и боевой информационный центр. Большую часть кормовой надстройки занимает ангар для двух вертолётов EH-101. Корабль имеет три мачты, одна из которых расположена на носовой надстройке, две других — на кормовой.
Особенностью устройства корабля является наличие универсальной палубы (Flex Deck) размером 84 × 10,9 м, в кормовой части которой находится рампа для перемещения техники массой до 60 т. Универсальная палуба может использоваться для:
- Транспортировки военной техники (до 40 автомобилей или до 12 танков);
- Размещения штаба (на палубе монтируются контейнеры с оборудованием и жилыми помещениями для 70 человек);
- Десантных операций (контейнеры с жилыми помещениями на 170 человек);
- Размещения плавучего госпиталя (10 операционных и палат интенсивной терапии, 40 пациентов);
- Постановки мин (до 400 мин с минными рельсами).

Применены устройства успокоения качки: боковые кили, выдвижные стабилизаторы.
В аварийной системе используются спасательные рукава, применяемые в пассажирских самолётах, по которым экипаж спускается в спасательные плоты.
Про строительстве широко использовалось доступное на открытом рынке коммерческое оборудование, что позволило снизить стоимость корабля до € 170 млн, включая вооружение.

### Силовая установка
Силовая установка состоит из двух 20-цилиндровых дизелей MTU 20V8000 М70 (полная мощность 24 500 л.с). В качестве движителей применены 2 винта переменного шага. Имеется носовое подруливающее устройство. Максимальная скорость составляет 24 узла, дальность плавания — 9000 миль при скорости 15 узлов, на двух дизелях расходует 12 тон топлива в час..
Электроснабжение обеспечивается четырьмя дизель-генераторами (дизели Caterpillar 3508B, генераторы Van Kaick DSG 74) мощностью по 920 кВт, расположенными попарно в двух отдельных отсеках.
Контроль за работой силовой установки и общекорабельных систем обеспечивает интегрированная система мониторинга IPMS фирмы «Rockwell Automation». Управление осуществляется с любого терминала, подключённого к общекорабельной компьютерной сети «Ethernet».

### Обитаемость
Жилые помещения для экипажа (одно- и двухместные каюты для 40 офицеров, двухместные каюты для 24 старшин и 4-местные кубрики для 76 матросов) расположены в носовой части надстройки и перед ней.

## Вооружение
Большинство вооружения на корабле размещено в виде стандартных модулей системы StanFlex. 4 гнезда под модули располагаются на оружейной палубе в средней части корабля и один — на баке.

### Артиллерия

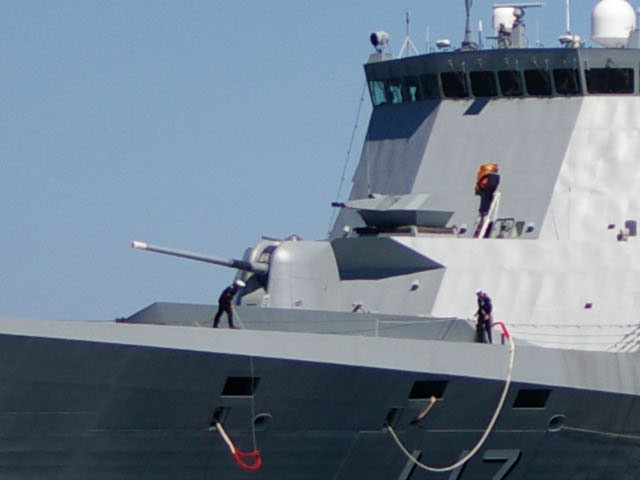
127-мм АУ Mk45 и 35-мм автомат «Миллениум» на «Эсберн Снаре»

Артиллерийская установка в виде модуля Stanflex расположена в носовой части корабля. Вместо стандартной для датского флота 76-мм установки «ОТО Мелара» использована 127-мм американская пушка Mk45 Mod 4 фирмы BAE Systems Land & Armaments (бывшая «United Defence»), башня которой выполнена из композитных материалов с применением «стелс»-технологий. Установка способна стрелять дальнобойными управляемыми снарядами ERGM (Extended Range Guided Munition) на расстояние до 110 км с точностью 20 м.
Зенитная артиллерия представлена двумя 35-мм автоматами «Миллениум» разработки фирмы «Эрликон Контраверс». Одна установка расположена в носовой части корабля между 127-мм пушкой и надстройкой, вторая — в кормовой части на крыше ангара. Скорострельность достигает 1000 выстр./мин. Применяются снаряды типа AHEAD с программируемыми взрывателями и 152 поражающими элементами, которые способны эффективно сбивать крылатые ракеты на расстоянии до 2000 м. Пушка смонтирована в компактной башне весом 3200 кг вместе со снарядами, не требует для размещения подпалубного пространства и работает от аккумуляторных батарей. Управление огнём осуществляется оптико-радиолокационным комплексом ТМХ/ЕО, оснащённым РЛС, телевизионной и инфракрасной камерами и лазерным дальномером.
При проведении операций в районах «повышенной террористической опасности» на корабле возможна установка до семи 12,7-мм пулемётов.

### Противокорабельные ракеты
Два из четырёх модулей StanFlex на оружейной палубе заняты пусковыми установками ПКР «Гарпун» AGM-84C Block II (4—8 ракет в каждом из двух модулей, всего до 16 ракет). Ракеты приспособлены для поражения целей в прибрежных водах, а также береговых целей.

### Средства ПВО
Два других модуля StanFlex отведены под две установки вертикального пуска Mk48/Mk56. Установки отличаются типами применяемых контейнеров с ракетами. Каждая УВП Mk48 Mod 3 вмещает 6 ракет «Си Спарроу» (1 ракета в каждом контейнере) или 12 ракет ESSM (две ракеты в каждом контейнере), УВП Mk56 Mod 1 — 12 ракет ESSM в индивидуальных контейнерах.
Для обнаружения, сопровождения целей и целеуказания применяется многолучевая трехкоординатная РЛС SMART-S Mk 2 E/F-диапазона (НАТО) фирмы «Thales Naval Netherlands» с дальностью обнаружения воздушных и надводных целей до 250 км и максимальным углом места 70°. Два режима работы РЛС SMART-S Mk 2: режим обороны средней дальности (до 160 км) при скорости вращения антенны 27 об/мин; и режим наблюдения дальнего действия (до 250 км) при скорости вращения 13,5 об/мин. Используются 12 одновременно принимаемых лучей, при ширине каждого луча 2 градуса, чем обеспечивается слежение за 500 целями (400 воздушных целей и 100 поверхностных).
Подсветка цели для полуактивного самонаведения осуществляется РЛС управления стрельбой Saab Systems Ceros 200 mk3 диапазонов I и J. Обнаружение надводных целей обеспечивает РЛС Terma Scanter 2001 диапазона X. Вспомогательным средством обнаружения и сопровождения является маломощная (0,1—1 Вт) навигационная РЛС «Скаут» с дальностью 45 км.

### Средства ПЛО
Основным противолодочным средством служат два 3-трубных торпедных аппарата для 324-мм «евроторпед» MU-90. Стрельба ведётся с обоих бортов через закрываемые герметичными крышками лацпорты.
Для обнаружения подводных целей применяется активно-пассивный среднечастотный внутрикорпусный сонар ASQ-94 немецкой фирмы Atlas Elektronik.

### Десантные средства

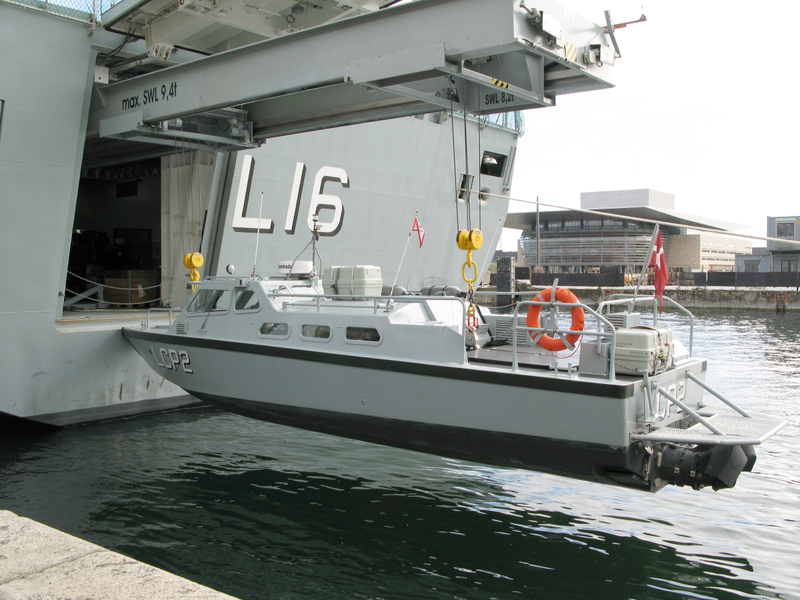
Спуск на воду десантного катера

На корабле размещаются два десантных катера типа LCP шведской фирмы «Storebro Bruks» водоизмещением 6,5 т и длиной 11,9 м. Катера созданы из композитных материалов (углеволокно и виниловые смолы) на базе более крупного катера SRC-90E. Вместимость катера составляет 1-2 человека экипажа и 10 снаряжённых солдат (альтернативная нагрузка — 1800 кг груза или 4 пациента на носилках). Двигатель Scania DSI 14 V8 мощностью 625 л. с. с водомётом Kameva 410 позволяет катеру развить скорость 38-40 узлов. Катер поднимается и спускается при помощи монорельсового крана из кормового порта. Спуск и подъём может происходить на ходу.

### Боевые информационные системы
Основу боевых информационных систем составляет Terma C-Flex, система класса C4I (Combat management and Command, Control, Communications and Intelligence) . Программное обеспечение разработано компаниями Systematic and Terma, а аппаратное обеспечение, включая системные консоли, предоставила компания Maersk Data Defence. C-Flex использует операционную систему T-Core с многоуровневой архитектурой.
На корабле установлены более 20 многофункциональных консолей, оборудованных рабочими станциями и большими экранами. Оцифрованные данные с радаров и других сенсоров распределяются по сети с протоколом TCP/IP. Локальная сеть — Ethernet со скоростью передачи 1 Гбит/с. На рабочих станциях установлена операционная система Windows 2000, на серверах — Sun Solaris.
Система связи включает боевые каналы передачи данных Link 11 и Link 16, гражданскую и военную спутниковую связь диапазонов EHF, SHF и UHF, голосовую связь в диапазонах КВ и УКВ, гражданскую и коммерческую связь, видеоконференции.
В августе 2008 года Terma получила контракт на поставку многоканальной системы (multi-link system, MLS), имеющей интерфейс с C-Flex и обеспечивающую будущую интеграцию Link 22.

### Средства противодействия
На корабле установлены шесть управляемых компьютером пусковых установок Terma для пассивных помех. Четыре 130-мм 12-ствольных ПУ Terma DL-12T установлены побортно по обе стороны от ходового мостика и вертолётного ангара. Ещё две ПУ DL-6T установлены в задней части ангара.
В сентябре 2005 года EDO Corporation получила контракт на поставку системы электронного противодействия и наблюдения ES 3701 для кораблей этого типа.

### Авиация
Корабль оснащён вертолётным ангаром для двух вертолётов EH101. Площадка для вертолёта имеет площадь 850 м², способна принимать вертолёты весом до 20 т (такие, как Boeing CH-47D Chinook) и оснащена системой принудительной посадки McTaggart Scott с палубным замком Harpoon.
Между посадочной и многоцелевой палубой предусмотрен элеватор. Для операций, не требующих наличия на борту вертолёта, посадочная площадка может быть использована для складироваия грузовых контейнеров.

## Состав серии
| Название     | Номер | Заложен    | Спущен     | В строю    |
| ------------ | ----- | ---------- | ---------- | ---------- |
| Absalon      | F341  | 28.11.2003 | 25.02.2004 | 19.10.2004 |
| Esbern Snare | F342  | 24.03.2004 | 21.07.2004 | 18.04.2005 |